# カレンニー軍
カレンニー軍 （ビルマ語: ကရင်နီပြည် တပ်မတော်、英語: Karenni Army、略称 KA）は、カレンニー民族進歩党（KNPP）の武装部門である。ミャンマーのカヤー州（カレンニー州）東部を支配している。

## 歴史

### 前史
イギリス政府は、ビルマ・コンバウン朝のミンドン王と1875年に結んだ条約により、カレンニー諸州が英緬のどちらにも属さないことを確認し、同地域の独立を保障した。結果として、カレンニー諸州が英領ビルマの行政に組み込まれることはなかった。1892年、同地域の指導者が俸給を認めたことにより、カレンニー地域は英領ビルマの保護地域（tributary）となった。とはいえ、同地域の内政にイギリス政府はほとんど関与せず、事実上の独立状態が続いた。
1947年、イギリスから独立したビルマ連邦が制定した憲法においては、カレンニー3州をひとつのカレンニー州に統合することが決定された。また、同憲法においては、独立後10年後以降、同州が連邦から離脱する権利が認められた。1948年、カレンニー人の指導者である U Bee Htu Re が、カレンニー州の連邦編入に反対したという理由から、親政府系の民兵により暗殺された。

### 成立以後
1957年に成立したカレンニー軍（以下、KA）は、連邦から離脱して独立したカレンニー国家をつくるため、国軍との戦闘を開始した。1995年には政府との停戦協定が結ばれたものの、3ヶ月以内に解消された。また、カレンニー民族人民解放戦線（KNPLF）やカヤン新領土党（KNLP）といった、親国軍系の少数民族武装勢力とも戦闘をおこなっている。KAは少年兵を利用したとして批判されている。KAはこのことを認める一方、こうした少年兵は戦闘により両親を失った子どもが志願兵となっているだけにすぎないと主張している。
2012年3月7日には、政府とカレンニー民族進歩党（KNPP）のあいだでふたたび停戦協定が結ばれた。この協定においては、国連難民高等弁務官事務所およびブリティッシュ・カウンシル、在緬アメリカ大使がオブザーバーとして立ち会った。しかし、2021年ミャンマークーデター以降は国軍との戦闘が激化している。2021年5月21日、KAは、クーデター後に成立した新たな同盟勢力であるカレンニー諸民族防衛隊（KNDF）とともに国軍と戦闘し、数十名の被害を出している。